# Джолборсту
Джолборсту (кирг. Жолборсту) — село в Аксыйском районе Джалал-Абадской области Кыргызстана. Входит в состав Ак-Жолского айылного аймака.

## География
Село расположено в южной части области, на берегах реки Джолборсту (бассейн реки Кара-Суу), на расстоянии приблизительно 38 километров (по прямой) к северо-востоку от города Кербен, административного центра района. Абсолютная высота — 1178 метров над уровнем моря.

## Население
Согласно оценочным данным Национального статистического комитета Кыргызской Республики, численность населения села на начало 2023 года составляла 723 человека.
| год     | 2009 | 2014 | 2015 | 2020 | 2021 | 2023 |
| ------- | ---- | ---- | ---- | ---- | ---- | ---- |
| человек | 737  | 631  | 627  | 703  | 713  | 723  |